# Temporada 2020 del Campeonato de España de Rally
La temporada 2020  fue la 64.ª y última edición del Campeonato de España de Rally. Comenzó el 24 de julio en el rally de Ourense y terminó el 13 de noviembre en el Rally Comunidad de Madrid. Inicialmente tendría que haber comenzado el 28 de marzo en el Rally Sierra Morena y terminado el 22 de noviembre en el Rally Comunidad de Madrid pero la pandemia de coronavirus alteró por completo las competiciones deportivas en España y las fechas de la mayoría de los eventos previstos.
Esta fue la última temporada del campeonato de España de rallyes puesto que las pruebas puntuables pasaron en 2021 a formar parte del S-CER o de la Copa de España de Rallyes de Asfalto.

## Calendario
El rally do Cocido se cayó del campeonato y a su vez entra el Rally Cataluña al salirse del campeonato del mundo en 2020. El Rally Sarón y el Ciudad de Valencia son puntuables para la Copa de Escuderías. El Sierra Morena fue la primera cita aplazada debido a la pandemia de coronavirus y posteriormente cancelada al igual que el Villa de Adeje, el Villa de Llanes y el Cataluña. El rally Princesa de Asturias inicialmente fue cancelado por parte de las autoridades sanitarias aunque luego se pospuso a una nueva fecha. 

### Calendario inicial
| N.º | Fecha               | Prueba                              | Series     |
| --- | ------------------- | ----------------------------------- | ---------- |
| 1   | 28-29 de marzo      | 38.º Rally Sierra Morena            |            |
| 2   | 2-3 de mayo         | 30.º Rally Villa de Adeje           |            |
| 3   | 9-10 de mayo        | 44.º Rally Islas Canarias           | ERC, S-CER |
| 4   | 6-7 de junio        | 53.º Rally de Ourense               |            |
| 5   | 18-19 de julio      | 51.º Rally de Ferrol                | TER, S-CER |
| 6   | 12-13 de septiembre | 57.º Rally Princesa de Asturias     |            |
| 7   | 28–29 de septiembre | 44.º Rally Villa de Llanes          |            |
| 8   | 24-25 de octubre    | 56.º RallyRACC Cataluña             |            |
| 9   | 7-8 de noviembre    | 26.º Rally de La Nucía-Mediterráneo |            |
| 10  | 21-22 de noviembre  | 11.º Rally Comunidad de Madrid      |            |

### Calendario final
El Rally Comunidad de Madrid estaba en el calendario pero no sumaba puntos. Los participantes tenían que tomar la salida en el mismo para entrar en la clasificación final del campeonato.
| N.º | Fecha              | Prueba                              | Resultados | Series     |
| --- | ------------------ | ----------------------------------- | ---------- | ---------- |
| 1   | 24-25 de julio     | 53.º Rally de Ourense               | Resultados |            |
| 2   | 21-28 de agosto    | 51.º Rally de Ferrol                | Resultados | TER, S-CER |
| 3   | 23-24 de octubre   | 57.º Rally Princesa de Asturias     | Resultados |            |
| 4   | 6-7 de noviembre   | 26.º Rally de La Nucía-Mediterráneo | Resultados | S-CER      |
| 5   | 26-28 de noviembre | 44.º Rally Islas Canarias           | Resultados | ERC, S-CER |
| 6   | 12-13 de diciembre | 11.º Rally Comunidad de Madrid      | Resultados |            |

## Cambios y novedades

### Trofeos y copas de promoción
Trofeos y copas para la temporada 2020.
- Clio Trophy España. Copa monomarca destinada a competir con el Renault Clio RSR Rally 5 en las fechas: Canarias, Ourense, Princesa de Asturias, Cataluña, Madrid y una prueba extranjera, el Rallye du Rouergue.[9]
- Iberian Rally Trophy. Pruebas puntuables: Sierra Morena, Adeje, Princesa de Asturias y tres pruebas portuguesas, Serras de Fafe, Madeira y Casinos do Algarve.
- Copa Suzuki Swift. Pruebas puntuables: Sierra Morena, Ourense, Ferrol, Cataluña, Comunidad de Madrid y dos pruebas portuguesas: Castelo Branco y Alto Támega.[10]
- Beca Júnior R2. Pruebas puntuables: Princesa de Asturias, La Nucía y dos pruebas más del CERT.

### Puntuación
Sistema de puntuación para todos los campeonatos, excepto el campeonato de marcas. Se tienen en cuenta todos lo resultados menos dos. Es obligatorio la participación en la última prueba, el Rally Comunidad de Madrid, si bien en esta prueba no se sumarán puntos para los campeonatos.
| Posición | 1  | 2  | 3  | 4  | 5  | 6  | 7  | 8  | 9  | 10 | 11 | 12 | 13 | 14 | 15 | 16 | 17 | 18 | 19 | 20 |
| -------- | -- | -- | -- | -- | -- | -- | -- | -- | -- | -- | -- | -- | -- | -- | -- | -- | -- | -- | -- | -- |
| Puntos   | 35 | 30 | 27 | 25 | 23 | 21 | 19 | 17 | 15 | 13 | 11 | 9  | 8  | 7  | 6  | 5  | 4  | 3  | 2  | 1  |

Sistema de puntuación para el campeonato de marcas. Para participar cada marca debe esta registrada y solo se tienen en cuenta los dos primeros clasificados de cada equipo.
| Posición | 1  | 2  | 3  | 4  | 5  | 6  | 7  | 8  | 9  | 10 | 11 | 12 | 13 | 14 | 15 |
| -------- | -- | -- | -- | -- | -- | -- | -- | -- | -- | -- | -- | -- | -- | -- | -- |
| Puntos   | 30 | 27 | 24 | 21 | 19 | 17 | 15 | 13 | 11 | 9  | 7  | 6  | 5  | 4  | 3  |

TC Plus
Puntos obtenidos a los tres primeros clasificados del tramo denominado TC Plus (solo para el campeonato de pilotos y copilotos).
| Posición | 1 | 2 | 3 |
| -------- | - | - | - |
| Puntos   | 3 | 2 | 1 |

## Equipos
| Equipo                      | Automóvil              | Piloto                          | Copiloto              | Rondas            |
| Equipos oficiales           | Equipos oficiales      | Equipos oficiales               | Equipos oficiales     | Equipos oficiales |
| --------------------------- | ---------------------- | ------------------------------- | --------------------- | ----------------- |
| Citroën Rally Team          | Citroën C3 R5          | Pepe López                      | Borja Rozada          | 1-4, 6            |
| Hyundai Motor España        | Hyundai i20 R5         | Surhayen Pernía                 | Eduardo González      | 2-6               |
| Hyundai Motor España        | Hyundai i20 R5         | Iván Ares                       | David Vázquez         | 1-2, 4, 6         |
| Hyundai Motor España        | Hyundai i20 R5         | Iván Ares                       | José A. Pintor        | 3                 |
| Hyundai Motor España        | Hyundai i20 R5         | Francisco López Pacheco         | Borja Odriozola       | 3-6               |
| Hyundai Motor España        | Nissan Micra N5        | Álvaro Lobera                   | Herminio González     | 4                 |
| Suzuki Ibérica Motorsport   | Suzuki Swift R4lly S   | Joan Vinyes                     | Jordi Mercader        | 1-2, 4-6          |
| Suzuki Ibérica Motorsport   | Suzuki Swift R4lly S   | Javier Pardo                    | Adrián Pérez          | 1-6               |
| Suzuki Ibérica Motorsport   | Suzuki Swift Sport R+  | Óscar Sarabia                   | Juan Antonio Dertiano | 6                 |
| Equipos privados            |                        |                                 |                       |                   |
| Hyundai Ares Racing Team    | Hyundai i20 R5         | Iván Ares                       | David Vázquez         | 5                 |
| Hyundai Canarias Motorsport | Hyundai i20 R5         | Yeray Lemes                     | Rogelio Peñate        | 5                 |
| Hyundai Canarias Motorsport | Hyundai i20 R5         | Antonio Ponce                   | Daniel Rosario        | 5                 |
| Escudería Motor Terrassa    | Škoda Fabia R5         | Nil Solans                      | Marc Martí            | 4                 |
| Team Vito Škoda             | Škoda Fabia Rally2 Evo | Nil Solans                      | Marc Martí            | 5                 |
| Recalvi Team                | Škoda Fabia Rally2 Evo | rowspan="2" José Antonio Suárez | Alberto Iglesias Pin  | 1-5               |
| Recalvi Team                | Škoda Fabia Rally2 Evo | Chema Rodríguez                 | 6                     |                   |
| Escudería Ourense           | Porsche 997 GT3 RS 3.8 | Sergio Vallejo                  | Diego Vallejo         | 1, 3, 6           |
| C.D. Todo Sport             | Citroën C3 R5          | Emma Falcón                     | Cándido Carrera       | 5                 |
| Auto-Laca Competición       | Citroën C3 R5          | Luis Monzón                     | José Carlos Déniz     | 5                 |
| SMC Júnior Motorsport       | Citroën C3 R5          | Alberto Monarri                 | Alberto Chamorro      | 1                 |
| SMC Júnior Motorsport       | Citroën C3 R5          | Alberto Monarri                 | Diego Sanjuan         | 2                 |
| Rallye Team Spain           | Citroën C3 R5          | Efrén Llarena                   | Sara Fernández        | 3, 5-6            |
| Rallye Team Spain           | Citroën C3 R5          | Pepe López                      | Borja Rozada          | 5                 |
| Rallye Team Spain           | Peugeot 208 Rally4     | Alejandro Martín Afonso         | Pedro J. Domínguez    | 3                 |
| Rallye Team Spain           | Peugeot 208 Rally4     | Alejandro Martín Afonso         | Judith Cabello        | 5                 |
| Rallye Team Spain           | Peugeot 208 Rally4     | Josep Bassas Mas                | Axel Coronado         | 5-6               |
| Rallye Team Spain           | Citroën C3 N5          | Emilio Martí                    | Ricardo Ranero        | 4                 |
| Rallye Team Spain           | Citroën C3 N5          | Kevin Guerra                    | Aitor Cambeiro        | 5                 |
| Terra Training Motorsport   | Ford Fiesta Rally2     | Jan Solans                      | Mauro Barreiro        | 4, 6              |
| Copi Sport                  | Ford Fiesta Rally2     | Enrique Cruz                    | Yeray Mújica          | 5                 |
| Blendio                     | Ford Fiesta Rally2     | Daniel Alonso                   | Rodrigo Sanjuan       | 3, 5              |
| Blendio                     | Ford Fiesta Rally2     | Daniel Alonso                   | Cándido Carrera       | 4                 |
| Blendio                     | Citroën C3 N5          | Daniel Alonso                   | Cándido Carrera       | 1-2               |

## Resultados

### Campeonato de pilotos
- Nota: No se muestran los resultados del Rally de Madrid al no ser puntuable.

| Pos.   | Piloto                     | OUR | FER | PDA | MED | CAN | Puntos |
| ------ | -------------------------- | --- | --- | --- | --- | --- | ------ |
| 1.     | Pepe López                 | 1   | 1   | 2   | 2   | Ret | 139    |
| 2.     | José Antonio Suárez        | 4   | 2   | 1   | 1   | 2   | 138    |
| 3.     | Iván Ares                  | 2   | 3   | 3   | 3   | 1   | 122    |
| 4.     | Surhayen Pernía            |     | 11  | 5   | 4   | 4   | 86     |
| 5.     | Javier Pardo               | 6   | 6   | 7   | 7   | 11  | 80     |
| 6.     | Alberto Monarri            | 3   | 5   | Ret | 9   |     | 66     |
| 7.     | Joan Vinyes                | 13  | 7   |     | 6   | 10  | 61     |
| 8.     | Luis Vilariño              | 10  | 9   |     | 10  |     | 51     |
| 9.     | José Luis Peláez Olivares  | 9   | 10  |     | 10  |     | 41     |
| 10.    | Iago Caamaño               | 5   | 8   |     |     |     | 40     |
| 11.    | Efrén Llarena              |     |     | 4   |     | 9   | 40     |
| 12.    | Alejandro Cachón           |     |     | 8   | 13  |     | 32     |
| 13.    | Álvaro Pérez Abeijón       | 11  | 13  | 13  |     |     | 27     |
| 14.    | Luis Monzón                |     |     |     |     | 3   | 27     |
| 15.    | Víctor Senra               |     | 4   |     |     |     | 26     |
| 16.    | Enrique Cruz               |     |     |     |     | 5   | 23     |
| 17.    | Álvaro Muñiz               |     |     | 10  | 12  |     | 22     |
| 18.    | Óscar Palacio              |     |     | 6   |     |     | 21     |
| 19.    | Miguel Ángel Suárez        |     |     |     |     | 6   | 21     |
| 20.    | Roberto Blach jr.          |     | 12  | 11  | 26  |     | 20     |
| 21.    | Francisco Dorado Vizcaíno  | 7   | 33  |     |     |     | 19     |
| 22.    | Yeray Lemes                |     |     |     |     | 7   | 19     |
| 23.    | Manuel Fernández Estévez   | 8   |     |     |     |     | 17     |
| 24.    | Nil Solans                 |     |     |     | 8   | Ret | 17     |
| 25.    | Antonio Ponce              |     |     |     |     | 8   | 17     |
| 26.    | Sergi Francolí             |     |     | 12  | 14  |     | 16     |
| 27.    | Jorge Cagiao               |     | 14  | 17  | 23  | 16  | 16     |
| 28.    | Josep Bassas Mas           |     |     | 9   |     | Ret | 15     |
| 29.    | Daniel Alonso              | Ret | 35  | Ret | 16  | 12  | 14     |
| 30.    | Alejandro Martín           |     |     | 16  | 24  | 13  | 13     |
| 31.    | Pedro Antunes              |     |     | Ret | 11  |     | 11     |
| 32.    | José Calvar                | 12  | 48  | 30  | 60  | Ret | 9      |
| 33.    | Miguel García              | 15  | 19  |     | 30  |     | 8      |
| 34.    | Diego Félix                | 14  | 27  |     | 46  |     | 7      |
| 35.    | Pedro Almeida              |     |     | 14  | 21  |     | 7      |
| 36.    | Iago Gabeiras              |     | 15  |     |     |     | 6      |
| 37.    | Francisco A. López Pacheco |     |     | 15  | Ret | Ret | 6      |
| 38.    | Daniel Berdomás            |     |     | Ret | 15  |     | 6      |
| 39.    | Emma Falcón                |     |     |     |     | 15  | 6      |
| 40.    | Julio Álvarez              | 16  |     |     |     |     | 5      |
| 41.    | Fabrizio Zaldívar          |     | 16  |     |     |     | 5      |
| 42.    | Pablo Pazó                 | 17  | 23  |     | 38  |     | 4      |
| 43.    | José Fernando Rico         | 22  | 17  |     | 42  |     | 4      |
| 44.    | Luis Climent               |     |     |     | 17  |     | 4      |
| 45.    | Alfonso Pablo Viera        |     |     |     |     | 17  | 4      |
| 46.    | Delbin García              | 18  |     | Ret |     |     | 3      |
| 47.    | Aaron Zorrilla             | 19  | 20  |     | 50  |     | 3      |
| 48.    | Édgar Vigo                 |     | 18  |     |     |     | 3      |
| 49.    | Sergio Cuesta              |     |     | 18  |     |     | 3      |
| 50.    | Eduard Pons                |     | 29  |     | 18  |     | 3      |
| 51.    | Jan Solans                 |     |     |     | Ret |     | 3      |
| 52.    | Sergio Fuentes             |     |     | Ret |     | 18  | 3      |
| 53.    | Óscar Palomo               |     | 40  | 19  | 25  |     | 2      |
| 54.    | Albert Orriols             |     |     |     | 19  |     | 2      |
| 55.    | Marcos Javier Martín       |     |     |     |     |     | 2      |
| 56.    | Luis Canales               | 20  | Ret |     | 49  |     | 1      |
| 57.    | Adrián José García         |     |     | 20  |     |     | 1      |
| 58.    | José María Reyes           |     |     |     | 20  |     | 1      |
| 59.    | José Oliveiro              |     |     |     |     | 20  | 1      |
| Fuente |                            |     |     |     |     |     |        |

### Campeonato de marcas
| Pos. | Marca   | Puntos |
| ---- | ------- | ------ |
| 1.   | Citroën | 244    |
| 2.   | Hyundai | 222    |
| 3.   | Suzuki  | 159    |
| 4.   | Ford    | 145    |
| 5.   | Peugeot | 127    |
| 6.   | Renault | 75     |

### Campeonato copilotos
| Pos. | Copiloto                   | Puntos |
| ---- | -------------------------- | ------ |
| 1.   | Borja Rozada               | 139    |
| 2.   | Alberto Iglesias           | 138    |
| 3.   | David Vázquez              | 121    |
| 4.   | Eduardo González           | 86     |
| 5.   | Adrián Pérez Fernández     | 80     |
| 6.   | Jordi Mercader             | 61     |
| 7.   | Rodolfo del Barrio         | 41     |
| 8.   | José A. Rodríguez González | 40     |
| 9.   | Sara Fernández             | 38     |
| 10.  | Alejandro López            | 32     |

### Copa vehículos FIA
| Pos. | Piloto              | Puntos |
| ---- | ------------------- | ------ |
| 1.   | José Antonio Suárez | 130    |
| 2.   | Pepe López          | 130    |
| 3.   | Iván Ares           | 119    |
| 4.   | Surhayen Pernía     | 84     |
| 5.   | Javier Pardo        | 80     |
| 6.   | Joan Vinyes         | 61     |
| 7.   | Luis Vilariño       | 51     |
| 8.   | Alberto Monarri     | 50     |
| 9.   | José Luis Peláez    | 43     |
| 10.  | Iago Caamaño        | 40     |

| Pos. | Piloto                 | Puntos |
| ---- | ---------------------- | ------ |
| 1.   | Alberto Iglesias Pin   | 130    |
| 2.   | Borja Hernández        | 130    |
| 3.   | David Vázquez Liste    | 119    |
| 4.   | Eduardo González       | 84     |
| 5.   | Adrián Pérez Fernández | 80     |

### Trofeo concursantes colectivos
| Pos. | Equipo                    | Puntos |
| ---- | ------------------------- | ------ |
| 1.   | Recalvi Team              | 182    |
| 2.   | Escudería Tineo Auto Club | 115    |
| 3.   | Rally Team Spain          | 87     |
| 4.   | UCAV Racing               | 72     |
| 5.   | SMC Motorsport            | 62     |
| 6.   | Escudería La Coruña       | 55     |
| 7.   | Escudería Lalín Deza      | 52     |
| 8.   | Pérez Mirón Rally Team    | 49     |
| 9.   | One Seven                 | 42     |
| 10.  | Yacar Rracing             | 41     |

### Trofeo 2 ruedas motrices
| Pos. | Piloto           | Puntos |
| ---- | ---------------- | ------ |
| 1.   | Jorge Caigao     | 89     |
| 2.   | Álvaro Pérez     | 86     |
| 3.   | Roberto Blach    | 71     |
| 4.   | Alejandro Martín | 67     |
| 5.   | Alejandro Cachón | 62     |

| Pos. | Copiloto            | Puntos |
| ---- | ------------------- | ------ |
| 1.   | Amelia María Blanco | 89     |
| 2.   | Brais Mirón         | 88     |
| 3.   | Alejandro López     | 87     |
| 4.   | Javier Martínez     | 57     |
| 5.   | Pablo Sánchez       | 49     |

| Pos. | Piloto                | Puntos |
| ---- | --------------------- | ------ |
| 1.   | Tania Martínez García | 105    |
| 2.   | Emma Falcón           | 35     |
| 3.   | Arminda María Falcón  | 30     |

| Pos. | Copiloto                  | Puntos |
| ---- | ------------------------- | ------ |
| 1.   | Amelia María Blanco       | 117    |
| 2.   | Eva Costas Rodríguez      | 88     |
| 3.   | Raquel Rodríguez          | 82     |
| 4.   | Sara Fernández Palazuelos | 70     |
| 5.   | María Salvo               | 62     |

### Trofeo júnior
| Pos. | Piloto             | Puntos |
| ---- | ------------------ | ------ |
| 1.   | Javier Pardo Siota |        |
| 2.   | Pepe López         |        |
| 3.   | Alejandro Cachón   |        |
| 4.   | Óscar Palomo       |        |
| 5.   | Santiago García    |        |

| Pos. | Copiloto         | Puntos |
| ---- | ---------------- | ------ |
| 1.   | Pablo Sánchez    | 82     |
| 2.   | Raquel Rodríguez | 79     |
| 3.   | Daniel Quintana  | 73     |
| 4.   | María Salvo      | 65     |
| 5.   | Alain Peña       | 65     |

### Trofeo vehículos GT
| Pos. | Piloto       | Puntos |
| ---- | ------------ | ------ |
| 1.   | Iñaki Zozaya | 70     |

| Pos. | Copiloto       | Puntos |
| ---- | -------------- | ------ |
| 1.   | Xabier Andueza | 70     |

### Trofeo vehículos R5
| Pos. | Piloto              | Puntos |
| ---- | ------------------- | ------ |
| 1.   | José Antonio Suárez | 130    |
| 2.   | Pepe López          | 130    |
| 3.   | Iván Ares           | 119    |
| 4.   | Surhayen Pernía     | 88     |
| 5.   | Luis Vilariño       | 57     |

| Pos. | Copiloto             | Puntos |
| ---- | -------------------- | ------ |
| 1.   | Alberto Iglesias Pin | 130    |
| 2.   | Borja Hernández      | 130    |
| 3.   | David Vázquez        | 119    |
| 4.   | Eduardo González     | 88     |
| 5.   | Alberto Chamorro     | 53     |

### Trofeo vehículos R4
| Pos. | Piloto             | Puntos |
| ---- | ------------------ | ------ |
| 1.   | Javier Pardo Siota | 125    |
| 2.   | Joan Vinyes        | 130    |

| Pos. | Copiloto       | Puntos |
| ---- | -------------- | ------ |
| 1.   | Adrián Pérez   | 135    |
| 2.   | Jordi Mercader | 130    |

### Trofeo vehículos R3
- Sin participantes.

### Trofeo vehículos R2
| Pos. | Piloto               | Puntos |
| ---- | -------------------- | ------ |
| 1.   | Álvaro Pérez Abeijón | 86     |
| 2.   | Roberto Blach        | 73     |
| 3.   | Alejandro Martín     | 69     |
| 4.   | Alejandro Cachón     | 62     |
| 5.   | Álvaro Muñiz         | 57     |

| Pos. | Copiloto        | Puntos |
| ---- | --------------- | ------ |
| 1.   | Alejandro López | 89     |
| 2.   | Brais Mirón     | 88     |
| 3.   | Javier Martínez | 57     |
| 4.   | José Murado     | 57     |
| 5.   | María Salvo     | 48     |

### Trofeo vehículos R1
| Pos. | Piloto               | Puntos |
| ---- | -------------------- | ------ |
| 1.   | Jorge Cagiao         | 140    |
| 2.   | José Álvarez         | 60     |
| 3.   | Luis Aragonés        | 35     |
| 4.   | Marcos Javier Martín | 30     |
| 5.   | Ramón Cornet         | 27     |

| Pos. | Copiloto             | Puntos |
| ---- | -------------------- | ------ |
| 1.   | Amelia María Blanco  | 140    |
| 2.   | Ángel Luis Vela      | 60     |
| 3.   | Julio Rodríguez      | 35     |
| 4.   | Armando Jesús Rivero | 30     |
| 5.   | Daniel Noguer        | 27     |

### Trofeo vehículos N
| Pos. | Piloto             | Puntos |
| ---- | ------------------ | ------ |
| 1.   | Carlos Iván Alonso | 35     |
| 2.   | José Tomás Pérez   | 35     |
| 3.   | Óscar Gallego      | 35     |
| 4.   | Alfonso García     | 30     |

| Pos. | Copiloto            | Puntos |
| ---- | ------------------- | ------ |
| 1.   | María Fátima Macías | 35     |
| 2.   | María Teresa        | 35     |
| 3.   | Jesús López         | 30     |

### Trofeo vehículos N2
| Pos. | Piloto               | Puntos |
| ---- | -------------------- | ------ |
| 1.   | José Oliveiro Espino | 35     |

| Pos. | Copiloto     | Puntos |
| ---- | ------------ | ------ |
| 1.   | Emilio Pérez | 35     |

### Trofeo vehículos N3
| Pos. | Piloto                | Puntos |
| ---- | --------------------- | ------ |
| 1.   | Miguel García         | 90     |
| 2.   | José Fernando Rico    | 69     |
| 3.   | Pablo Pazó            | 69     |
| 4.   | Juan Carlos Fernández | 65     |
| 5.   | Diego Félix           | 63     |

| Pos. | Copiloto         | Puntos |
| ---- | ---------------- | ------ |
| 1.   | Pablo Sánchez    | 90     |
| 2.   | Sergio Cancela   | 69     |
| 3.   | Óscar Arranz     | 65     |
| 4.   | Raquel Rodríguez | 63     |
| 5.   | Jairo Gómez      | 58     |

### Trofeo vehículos N5
| Pos. | Piloto             | Puntos |
| ---- | ------------------ | ------ |
| 1.   | Alberto Monarri    | 35     |
| 1.   | José Antonio       | 35     |
| 1.   | Pablo Rey          | 35     |
| 2.   | Adrián José García | 35     |
| 2.   | Alejandro Cachón   | 35     |

| Pos. | Copiloto          | Puntos |
| ---- | ----------------- | ------ |
| 1.   | Herminio González | 35     |
| 1.   | Luis Hernández    | 35     |
| 1.   | Nerea López       | 35     |
| 2.   | Alejandro Cid     | 35     |
| 2.   | Alejandro López   | 35     |

### Beca júnior R2
| Pos. | Piloto               | Puntos |
| ---- | -------------------- | ------ |
| 1.   | Alejandro Cachón     | 75     |
| 2.   | Sergi Francolí       | 59     |
| 3.   | Óscar palomo         | 47     |
| 4.   | Roberto Blach        | 43     |
| 5.   | Alejandro Martín     | 36     |
| 6.   | Santiago García Paz  | 35     |
| 7.   | Álvaro Pérez Abeijón | 32     |
| 8.   | Delbin García        | 14     |
| 9.   | Domingo Estrada      | 10     |
| 10.  | Unai De La Dehesa    | 9      |

### Clio Trophy Spain
| Pos. | Piloto       | Puntos |
| ---- | ------------ | ------ |
| 1.   | Jorge Cagiao | 110    |
| 2.   | José Álvarez | 68     |
| 3.   | Ramón Cornet | 56     |

### Dacia Sandero Rally Cup
| Pos. | Piloto         | Puntos |
| ---- | -------------- | ------ |
| 1.   | Germán Leal    | 193,3  |
| 2.   | Adrián León    | 174,9  |
| 3.   | Víctor Aguirre | 110,8  |

### Copa Suzuki Swift
| Pos. | Piloto                | Puntos |
| ---- | --------------------- | ------ |
| 1.   | Miguel García         | 79     |
| 2.   | Pablo Pazó            | 62     |
| 3.   | Juan Carlos Fernández | 54     |
| 4.   | Diego Félix           | 51     |
| 5.   | David Cortés          | 50     |
| 6.   | Fernando Rico         | 42     |
| 7.   | Aaron Zorrila         | 35     |
| 8.   | Aingeru Castro        | 35     |
| 9.   | Nicolás Cabanes       | 31     |
| 10.  | Guayasén Ortega       | 24     |

### Copa Júnior Suzuki Swift
| Pos. | Piloto            | Puntos |
| ---- | ----------------- | ------ |
| 1.   | Aaron Zorrilla    | 73     |
| 2.   | Víctor Colorado   | 67     |
| 3.   | Luis Canales      | 44     |
| 4.   | Unai de la Dehesa | 3      |